# Vatroglavi kraljić
Vatroglavi kraljić (Regulus ignicapilla) vrlo je mala ptica vrapčarka iz porodice (kraljići; Regulidae). Gnijezdi se na područjima Europe i sjeverozapadne Afrike na kojima vlada umjerena klima, te je djelomično ptica selica jer seli s pticama središnje Europe koje prezimljuju na jug. Vatroglavi kraljić je na Balearima i sjevernoj Africi priznat kao zasebna podvrsta, ali populacija na Madeiri, koja je prije bila klasificirana kao podvrsta, se danas smatra zasebnom vrstom, madeirskim vatroglavim kraljićem, Regulus madeirensis. Fosilski predak je identificiran na temelju samo jedne kosti krila.
Ovaj carić ima zelenkastu boju sprijeda te bijele dijelove. Ima bijela perja oko krila, crnu prugu oko oka i bijelu boju na glavi. Vijenac na glavi, narančast kod mužjaka i žut kod ženke, se pokazuje tijekom parenja, zbog čega je i dobio svoj engleski naziv, "Vatreni vijenac". Ptica površno liči na žutoglavog kraljića, s kojom dijeli područje u Europi, ali vatroglavi kraljić ima brončana ramena i izražajne šare po glavi. Pjev se sastoji od visokih tankih nota, koje su manje visine od one njegovog rođaka.
Vatroglavi kraljić se gnijezdi u šumama ili vrtovima sa širokim lišćem ili iglama i tisem, gdje gradi kompaktna gnijezda od tri sloja na granama. Ženka sama leži na sedam do dvanaest jaja, a oba roditelja hrane izlegle ptiče, koji sazriju 22-24 dana nakon što su se izlegli. Vatroglavi kraljić stalno putuje i često leti dok traži kukce koje jede, a zimi se često pridružuju skupinama sjenica. Iako je bilo slučajeva mjesnog opadanja njegovog broja, ova vrsta nije na popisu briga skupina za zaštitu vrsta zbog svoje velike europske populacije i širenje svojeg opsega staništa u zadnjem stoljeću. Katkad je meta ptica grabljivica ili parazita. Moguće je da je ova vrsta bila izvorno "kralj ptica" u europskom folkloru. 

## Opis
Vatroglavi kraljić je malena ptica, oko 9 cm dugačka s rasponom krila od 13-16 cm, i teži oko 4-7 grama. Ima svijetlo zelenkaste gornje dijelove tijela s brončanom mrljom na svakom ramenu, te bijelim donjim dijelovima sa smeđo-sivim bojama na prsima i boku. Ima dvije bijele pruge ispod krila, crno perje na vrhu krila i smeđe-crne noge. Šare na glavi su upečatljive: vijenac na glavi je narančast kod mužjaka i žut kod ženke. Ženka se razlikuje od mužjaka i po razmjerno manjim bojama perja te po manjoj veličini. Mladi imaju sivkaste boje te im manjka šareni vijenac; ostale značajke na glavi su prisutne, ali slabijih boja od oraslih. Do prve zime, jedino im se ne mijenjaju perja za let i na repu tijekom mitarenja, a mlade ptice su tada već gotovo identične s odraslim. Ova ptica skače tako što tijelo drži u horizontalnom položaju, a njen let je slab i popraćen zujanjem, s ponekad brzim i okretnim manevrima.
Odrasli vatroglavi kraljić se rijetko kada mogu zamijeniti s drugim vrstama; Pallasov zviždak ima sličnu glavu i šare, ali mu kruna ima blijedo žutu boju, a ne izražajno brončanu. Mladi vatroglavi kraljić se katkad zamijeni sa žutoglavim kraljićem, ali često pokazuje dovoljno šara na glavi da ih se razlikuje. Vatroglavi kraljić se također razlikuje od Pallasovog zviždaka po žviždačevom blijedom prugom na kruni i žutim tijelom. Često se mladi vatroglavi kraljić zamijeni i sa šarenokrilim zviždakom, koji ima slične šare na glavi, ali mu je resa blijeđa i bijeli trbuh i tamnije, smeđe noge.

## Taksonomija i klasificiranje
Vatroglavi kraljić se katkad uključuju u grmuše, ali im se često daje status porodice, pogotovo kada nedavna istraživanja pokazuju da, usprkos površnim sličnostima, carići su filogenski udaljeni od grmuša. Imena porodica, Regulidae, i njena jedina vrsta, Regulus, potječu od  latinskog regulus, umanjenice riječi rex, "kralj", te se odnose na karakteristične narančaste ili žute vijence odrasle ptice. Vatroglavog kraljića je prvi put formalno opisao nizozemski zoolog Coenraad Jacob Temminck 1820. kao Sylvia ignicapilla; relativno kasna identifikacija ove česte europske ptice objašnjava se time da se smatralo da je velik broj ljudi greškom mislio da se radi o nekoj vrsti žutoglavog kraljića. Ime vrste potječe od latinske riječi ignis -- "vatra" -- i -- capillus -- "kosa". Dvojno ime se često zove R. ignicapillus zbog nerazumijevanja latinske gramatike.
Postoje dvije široko priznate podvrste vatroglavog kraljića, R. i. ignicapilla i mediteranski R. i. balearicus (Jordans, 1923). Ovaj drugi naziv se koristi na Balearima na sjeveru Afrike, te je neznatno bljeđi ispod i sivkastiji na vrhu od prve podvrste. Neki su predlagali druge podvrste, uključujući jugoistočni  R. i. caucasicus, sjevernoafrički R. i. laeneni, i krimski R. i. tauricus. Vatroglavi kraljić s Madeira, R. madeirensis, je također formalno smatran podvrstom, ali filogenske analize na temelju citokroma b pokazale da se madeirski kraljić razlikuje na razini vrste. Razlika gena citokroma b između madeirskog i europskog vatroglavog kraljića je 8,5%, što se može usporediti s razinom raznolikosti između ostalih Regulus vrsta, kao što je 9% između žutoglavog kraljića i žutoglavog carića. Ta otočna vrsta se također razlikuje u morfologiji i vokalizaciji. Sugerirani razdor prihvatila je Udruga povjerenstva europskog rijetkosti (AERC)  2003., iako neki autoriteti, kao što je The Clements checklist, nisu priznali ovu novu vrstu.
Tajvanski kraljić (Regulus goodfellowi) se kod nekih smatra rasom vatroglavog kraljića; ipak, pjev ove tajvanske ptice, koja sliči  himalajskoj porodici žutoglavog kraljića, i genske informacije ukazuju da je povezan s himalajskim žutoglavim kraljićem, te samo udaljeno s vrstom vatroglavog kraljića. Carići na Kanarima, koji su se također smatrali bliskima vatroglavim kraljićima, danas se smatraju dvijema podvrstama žutoglavog kraljića.

### Fosili
Postoji jako malo fosila iz pleistocena (prije 2,6 milijuna do 12.000 godina) iz Europe i Izraela koji se odnose na postojeće vrste Regulus, većinom žutoglavih kraljića ili neidentificiranih vrtsa, ali i španjolskog primjerka vatroglavog kraljića. Lakatna kost iz Bugarske je identificirana da pripada fosiliziranoj vrsti, Regulus bulgaricus, od prije 2,6–1,95  milijuna godina. Čini se da se radi o potomku današnjeg vatroglavog kraljića, a žutoglavi kraljić se odvojio od ove linije sredinom pleistocena.

## Rasprostranjenost
Vatroglavi kraljić se gnijezdi i obitava u širokolisnim i mještovitim šumama umjerene klime, a voli hrast plutnjak i jovu gdje je moguće, ali i bukvu i božikovinu. Koristi i miješane širokolisne i četinjaste šume, osobito neke vrste drveća kao što su smreka, jela, cedar i bor, često one uz koje rastu kleka, bršljan ili dvilja ruža. U suhim mediteranskim područjima nalazimo ga na četinjarima, hrastovima i miješanim šumama na nadmorskoj visini do 2.800 metara. Za razliku od specijaliziranih ptica, kao što je šumski brgljez i kratkokljuni puzavac, koji se hrane na deblu, kraljić ne trebaju velike šume, a njihova gustoća populacije je neovisna o veličini šume. Po zimi se manje pouzdaje u zimzeleno drveće neko žutoglavi kraljić, te se giba prema granici šume i prema šikari. Putuje sam ili u parovima, te često odlazi u grmlje i nižu vegetaciju. Ova vrsta opstaje i po urbanim područjima, ako postoji prikladno područje po parkovima ili velikim vrtovima; gustoća populacije po vrtovima se može usporediti i s najvećim razinama u prirodnim staništima.
Ova ptica se gnijezdi po gotovo cijeloj Europi, od južne Engleske, Francuske, Španjolske i Portugala na zapadu pa sve do Bjelorusije, Ukrajine, Grčke i Baltika na istoku i sjeveru. Postoje i izolirane populacije istočno od glavnih staništa, u zapadnoj Gruziji, Krimu i Turskoj. Njen opseg je između 16 i 24 °C izolinija srpnja. Južne ptice su uglavnom stalni prebivatelji, za razliku od sjevernih i istočnih populacija koje migriraju tijekom zime prema meditenskim područjima. R. i. balearicus obitava na Balearima i sjevernim dijelovima Maroka, Alžira i Tunisa. Ova vrsta je zamijećena i na udaljenim mjestima po Norveškoj, Finskoj, Estoniji, Cipru, Egiptu i Libanonu.

## Ponašanje i ekologija

### Razmnožavanje
Vatroglavi kraljić je monogaman. Mužjak pjeva tijekom razdoblja parenja, često s uzdignutim vijencem, te se šepiri tako što vrh perja uperi prema ženki, pokaže vijenac i šare na glavi. Po tome se također razlikuje od žutoglavog kraljića koji se pokloni kako bi naglasio vijenac na glavi. Teritorij parenja je otprilike 0,5 hektara velik, te se poklapa sa susjednim teritorijima žutoglavog kraljića. Te dvije vrste ptice se katkad mogu i sukobiti dok brane teritorij, ali količina stvarnog suparništva između njih vjerojatno nije velika. Španjolska studija sugerira da su ti teritorijalni sukobi, i drugi fenomeni poput mužjaka koji pjevaju miješanim ili alternativnim pjevom, vjerojatno najčešći kada jedna vrsta lokalno nadmašuje drugu po brojnosti; kod drugih slučajeva, dva carića su naučila ignorirati pjev jedno drugog. Tijekom šepirenja, mužjak vatroglavog kraljića usmjeri vijenac prema ženki i lebdi iznad nje prije parenja.
Gnijezdo je često dobro utvrđeno na grani, uglavnom ne na prevelikoj visini, iako Eric Simms zapaža da su gnijezda znala biti i na visini od 20 metara. Vatroglavi kraljići se katkad gnijezde blizu gnijezda jastreba. To im omogućava da izbjegnu opasnost od glavnih neprijatelja i predatora, kao što je obični kobac, ili kradljivci gnijezda -- šojka i  pjegavi djetlić. Gnijezdo je zatvoreno i sagrađeno od tri sloja s malenim ulazom na vrhu. Gornji sloj čine mahovina, grančice, paučina i lišaj. Paučina se koristi da bi katkad učvrstila grančice oko gnijezda. Srednji sloj čine mahovina, popraćena perjem (katkad i do 3.000). Gnijezdo je manje, dublje i kompaktnije od onog žutoglavog kraljića, duboko oko 5-7 cm i široko oko 8 cm. Ženka sama pravi gnijezdo, iako ju mužjak prati dok ona pravi gnijezdo tijekom razdoblja od oko tri tjedna.
Leženje u zapadnoj Europi počinje već u travnju, a na istoku krajem svibnja; druga generacija jaja, koja je česta, odvija se između lipnja i srpnja. Jaja su ružićasta sa slabo primjetnim crvenim šarama, dok jaja madeirskog vatroglavog kraljića imaju bijelu boju sa smeđim pjegama. Veličina jaja je oko 14x10 mm te teže oko 0,7 grama, od čega 5% otpada na ljusku. U jednom gnijezdu ima oko 7–12 jaja. Ženka leži na jajima 14,5 do 16,5 dana, sve dok se mladi ne izlegu, a sazriju osam do deset dana nakon toga. Oba roditelja hrane mlade. Ova vrsta postaje spolno zrela nakon jedne godine, a prosječni životni vijek joj je manje od dvije godine.
Usprkos poklapanju teritorija za parenje, hibird vatroglavog i žutoglavog kraljića vjerojatno sprječavaju razlike u šepirenju i izgledu glave. Čak i u studijama ptica u kojima je ženka žutokljunog kraljića dobila umjetnu prugu oko očiju kako bi došlo do parenja s mužjakom vatroglavog kraljića, mlade nikada nije odgojio miješani par te su se činili loše adaptirani u usporedbi s vrstom roditelja.

### Hranjenje
Sve vrste carića su gotovo isključivo kukcojedi, te se hrane člankonošcima s mekanom kutikulom, kao što su skokuni, lisna uš i pauci. Hrane se i ličinkama i jajima pauka i kukaca, te povremeno uzimaju i pelud. Sve vrste lebde prije nego nađu i uhvate kukca. Vatroglavi kraljić voli veliki plijen, za razliku od žutoglavog. Oboje znaju i uzimati kukce zarobljene u paučini, a vatroglavi kraljići znaju i pojesti samog pauka.
Vatroglavi kraljić se hrani po drveću i iskorištava gornju površinu grana kod čatinara i lišća istih. To je u suprotnosti sa žutoglavim kraljićem koji se često hrani s unutarnjih strana grana i lišća. Tijekom zime, krda vrtoglavog kraljića pokrivaju površine tla tri puta brže od žutoglavog kraljića, te ignoriraju najmanji plijen u usporedbi sa svojim rođakom; veći beskralježnjaci se ubijaju tako što ih lupaju o granu. Vatroglavi kraljić se bolje hrani dok stoji te ima noge koje su bolje prilagođene za grabljenje.
Mladi se hrane gotovo isključivo skokunima; jedine iznimke su povremeno pauci. Od petog dana nadalje, hrana za gnijezdo uključuje i biljne uši i veliku količinu puževih kućica koje su potrebne za rast kostiju. Nakon drugog tjedna hrana uključuje i velike moljce i gusjenice, kao i raznu količinu člankonošaca koje odrasli uglavnom izbjegavaju, kao što su kosci, uholaže i stonoge.
Tijekom zime, vatroglavi kraljić se udruži s drugim pticama, kao što su sjenice i druge vrapčarke. Ovaj carić lovi na većem rasponu visina i tipova vegetacije nego kada se hrani sam. Vrste koje se hrane u čoporu imale su dva puta više uspjeha od solitarnih ptica. U nekim područjima, zimske ptice su razvile naviku približiti se stanicama za hranjenje životinja radi masne hrane, katkad zajedno sa žutoglavim kraljićem i drugim pticama, kao što je obični zviždak i crnokapa grmuša. Probavni sustav vatroglavog kraljića je prilagođen kukcima, dok druge vrapčarke uključuju i voće u jesenju prehranu. Španjolska studija je usporedila taj rod s vatroglavim kraljićem i gorskim zviždakom. Rezultati su ukazali da, ovisno o tjelesnoj težini, kukcojedi su imali kraća crijeva, ali duži ciklus prolaza hrane kroz crijeva nego vrsta zviždaka. Kukcojedi su često i manji o sveždera.

### Pjev
Pjev se sastoji od tri ili četiri tanke visoke note, slično kao i žutoglavi kraljić, ali s nižom visinom glasa, zit-zit-zit češće nego see-see-see. Pjesma je spoj pozivnih nota u dugoj sekvenci. Najčešće se sastoji od 11-14 nota po pjevu, koji postaje glasniji i brži, a zadnje tri note su različite od prethodnih: zit-zit-zit-zit-zit-zit-zit-zit-zit-zit-zirt.zirt.zirt. Pjev obično traje 0,5–2,5 sekundi, kraćih od 3,5–4,0 sekundi koliko traje pjev žutoglavog kraljića, te se ponavlja osam puta po minuti. U svibnju i lipnju, pjev je najčešći nakon svitanja, ali traje i tijekom dana. Tijekom parenja, pjev se uglavnom čuje ujutro.
Pjesma mediteranske podvrste, R. i. balearicus, je vrlo slična glavnoj vrsti, ali jedna značajka odvaja madeiranskog kraljića od vatroglavog kraljića: otočna ptica pjeva u tri faze, dvije od poziva a jedna od ljutog pjeva. Pozivni pjev ima i jaču frekvenciju i harmoniju od kopnene podvrste.

### Predatori i paraziti
Glavni predator malih šumskih ptica je obični kobac, čija prehrana se sastoji čak 98% od ptica. Šumska sova se oslanja na ulov sisavaca, ali trećina njene hrane su također šumske ptice. Jaja u gnijezdu mogu pojesti vjeverice, šojke i pjegavi djetlići. Vatroglavi kraljić je naizgled nepoznat kao domaćin kukavici, rasprostranjenom europskom parazitu u potomstvu.
Invazivni Argentinski mrav (Linepithema humile) je čest u mediteranskim područjima, te smanjuje člankonošce, što utječe i na vatroglavog kraljića koji na raspolaganju ima manje kukaca kojima hrani mlade.
Postoji manjak informacija o parazitima vatroglavog kraljića, ali rasprostranjena buha klokočica, Dasypsyllus gallinulae, je primjećena u redovima Regulus vrste. Pernate grinje su uočene kod tih ptica, među njima i Proctophyllodes glandarinus. Te grinje žive na gljivicama koje rastu na perju. Gljivice na perju se izgleda hrane keratinom vanjskog perja ili uljem od perja.

## Status
Vatroglavi kraljić je proširio svoj prostor staništa u 19. i 20. stoljeću, kada je kolonizirao sjevernu Francusku, izgradio prva gnijezda u Nizozemskoj 1928. i Danskoj 1961. U Britaniji, zabilježen je tek u nekoliko slučajeva do 1839., ali je zabilježeno da se prvi put gnijezdio tek 1962., a danas je rasprostranjen te ga nalazimo na jugu Engleske. Blaže zime znače da ptice mogu prezimiti dalje prema sjeveru, te se opseg prebivališta može proširiti u budućnosti. 1986. zabilježena je i populacija na sjeveru Maroka.
Rast populacije ograničavaju prikladna staništa, te mogu nastati mjesna opadanja zbog gubitka četinara usred oluje ili posađivanja novih drveća. Mjesno opadanje populacije može nastati zbog zagađenje teškim metalom koji utječe na ptice koje se hrane na tlu ili pobiru po lišću. Vatroglavi kraljić ima široki raspon staništa te se procjenjuje da mu je populacija između 10-30 milijuna, većinom u Europi. Procjenjuje se da je populacija stabilna zbog nedostatka dokaza o opadanju ili ozbiljnoj prijetnji. IUCN-ov crveni popis ga na svojoj listi stavlja kao vrstu kojoj ne prijeti ugrožavanje.

## U kulturi
Aristotel i Plinije Stariji navode legendu o natjecanju između ptica kako bi vidjele tko će biti kralj, a titulu osvaja ona ptica koja može poletjeti do najveće visine. Isprva se činilo da će jastreb pobijediti s lakoćom, ali se umorio i jedna mala ptica, koja se skrivala iza njegovog repa, se pojavila te poletjela na još većoj visini, te je osvojila titulu. Na temelju te legende, u većini europskog folklora carić je opisan kao "kralj ptica" ili nositelj plamena. Ipak, ovi termini su se koristili i na Regulus vrste, pa se pretpostavlja da porijeklo naziva potječe od vatrenog vijenca na glavi, Nastala je i manja konfuzija zbog sličnosti starogrčke riječi za carića (βασιλεύς basileus, "car") i vijenca (βασιλισκος basiliskos, "carić").
- Vatroglavi kraljić na čempresu
- Ilustracija
- Primjer gnijezda
- Vatroglavi kraljić u prirodi
- Ptica u letu

## Vanjske poveznice
- Video i fotografije  Arhivirana inačica izvorne stranice od 8. lipnja 2016. (Wayback Machine) na Internet Bird Collection
- Život vatroglavog kraljića, autori: Javier Blasco-Zumeta i Gerd-Michael Heinze  Arhivirana inačica izvorne stranice od 26. prosinca 2011. (Wayback Machine)
- Vatroglavi kraljić  Arhivirana inačica izvorne stranice od 22. veljače 2014. (Wayback Machine) na Proleksis enciklopediji